# Skoki do wody na Letnich Igrzyskach Olimpijskich 2008 – wieża 10 m synchronicznie mężczyzn
Konkurs skoków do wody z wieży 10 m mężczyzn synchronicznie podczas Letnich Igrzysk Olimpijskich 2008 rozegrany został 11 sierpnia. Zawody rozgrywane były w Pływalni Olimpijskiej.

## Format
Każda para wykonuje 6 skoków które są oceniane przez 9 sędziów z których 4 ocenia zawodników a pięciu ocenia synchronizację skoków.
Do końcowej oceny brane są pod uwagę środkowe oceny każdego z zawodników oraz trzy środkowe oceny synchronizacji. Z pięciu ocen wyliczana jest średnia, która mnozona jest przez 3 a następnie mnożona przez współczynnik trudności.

## Terminarz
Czas w Pekinie (UTC+08:00)
| Data             | Godzina | Runda |
| ---------------- | ------- | ----- |
| 11 sierpnia 2008 | 14:30   | Finał |

## Wyniki
| Pozycja | Zawodnik                                          | Finał  | Finał  | Finał  | Finał  | Finał  | Finał  | Suma punktów |
| Pozycja | Zawodnik                                          | Skok 1 | Skok 2 | Skok 3 | Skok 4 | Skok 5 | Skok 6 | Suma punktów |
| ------- | ------------------------------------------------- | ------ | ------ | ------ | ------ | ------ | ------ | ------------ |
| złoto   | Chiny · Lin Yue · Huo Liang                       | 57,00  | 59,40  | 89,76  | 86,40  | 86,70  | 88,92  | 468,18       |
| srebro  | Niemcy · Patrick Hausding · Sascha Klein          | 52,80  | 54,00  | 86,70  | 71,28  | 88,74  | 96,90  | 450,42       |
| brąz    | Rosja · Gleb Galperin · Dmitrij Dobroskok         | 53,40  | 56,40  | 86,70  | 88,32  | 70,38  | 90,06  | 445,26       |
| 4.      | Australia · Mathew Helm · Robert Newbery          | 52,80  | 53,40  | 84,66  | 72,00  | 89,64  | 92,34  | 444,84       |
| 5.      | Stany Zjednoczone · David Boudia · Thomas Finchum | 51,60  | 54,60  | 80,58  | 82,62  | 77,76  | 93,48  | 440,64       |
| 6.      | Kolumbia · Víctor Ortega · Juan Urán              | 46,80  | 52,80  | 82,62  | 79,68  | 81,18  | 80,58  | 423,66       |
| 7.      | Kuba · José Guerra · Erick Fornaris               | 49,80  | 48,00  | 79,56  | 71,04  | 75,48  | 85,50  | 409,38       |
| 8.      | Wielka Brytania · Blake Aldridge · Tom Daley      | 52,80  | 50,40  | 72,96  | 75,24  | 77,52  | 79,56  | 408,48       |